# Бенедикт Нурсийский
Бенеди́кт Нурси́йский (Венеди́кт Нурси́йский; лат. Benedictus Nursiae; Святой Бенедикт; 3 марта 480, Норча, Королевство Италия — 23 марта 547, Аббатство Монтекассино, Византия) — реформатор западноевропейского монашества, основатель первого в Европе монастырского ордена (на горе Кассино; 529 год) со строгим уставом, скоро получившим широкое распространение в Западной Европе (монахи-бенедиктинцы), святой католической и православной церквей (в православной традиции причислен к лику преподобных). Небесный покровитель Европы.
Практически единственным источником сведений о жизни св. Бенедикта является книга «Диалоги» св. Григория Великого, папы Римского.
Художественно-символически изображается либо в одеянии чёрного цвета бенедиктинцев, либо в белом одеянии монахов-камальдулов, и держащим розги, орудие изгнания бесов.

## Жизнеописание

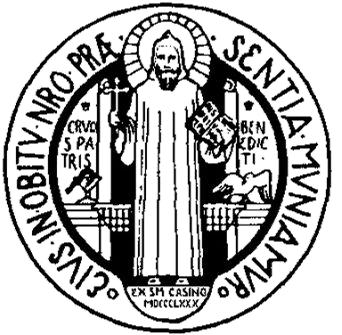
Медальон Св. Бенедикта

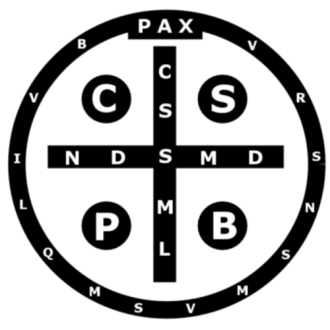
Медальон Св. Бенедикта (оборотная сторона)

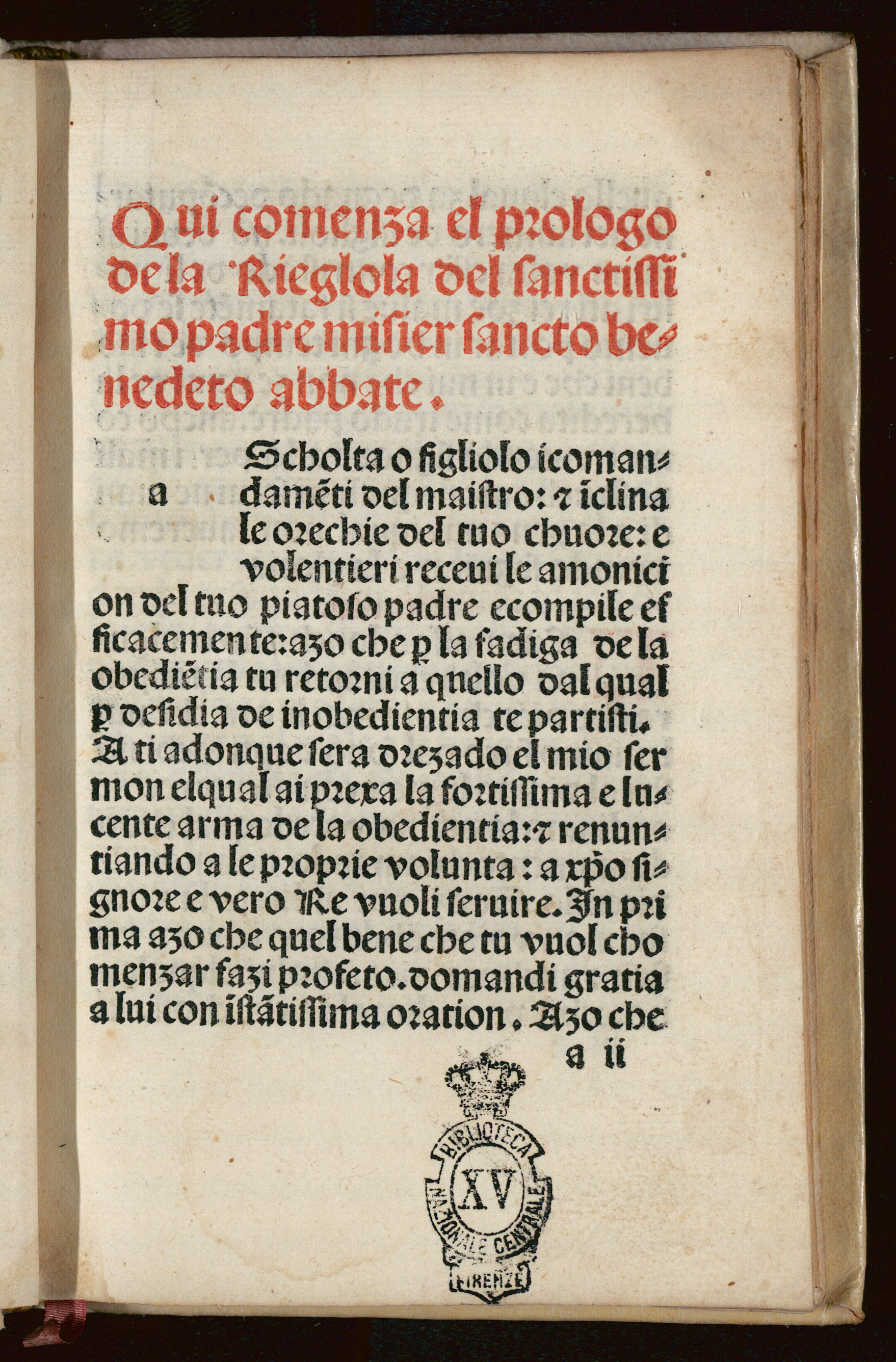
Страница Устава Св. Бенедикта

Бенедикт был сыном знатного римлянина из Нурсии. Юношей он был отправлен в Рим на учёбу, но не закончив обучение, покинул город вместе с группой благочестивых людей, сбежав от столичной суеты, и поселился в Аффиде (совр. Аффиле), местечке в горах, расположенном неподалёку от Субиако. Известно, что в это время ему было около 20 лет, и что его сестра-близнец Схоластика к тому времени уже посвятила себя Богу.

По прошествии некоторого времени Бенедикт понял, что хочет стать отшельником. Случайная встреча с монахом Романом из монашеской общины, расположенной рядом с Субьяко, помогла ему. Монах показал Бенедикту пещеру возле искусственного озера на реке Анио и согласился приносить отшельнику еду. За три года, которые Бенедикт прожил в пещере, он закалился и физически, и духовно. Слава его росла, люди начали совершать паломничества к пещере, чтобы посмотреть на отшельника; а монахи из Виковаро, одного из окрестных монашеских поселений, после смерти настоятеля уговорили Бенедикта возглавить их общину. Ничего хорошего из этого не вышло: у Бенедикта были слишком строгие представления о монашеской жизни, не понравившиеся общине. В результате он вынужден был покинуть это место и вернуться в пещеру после того, как его чуть не отравили. 

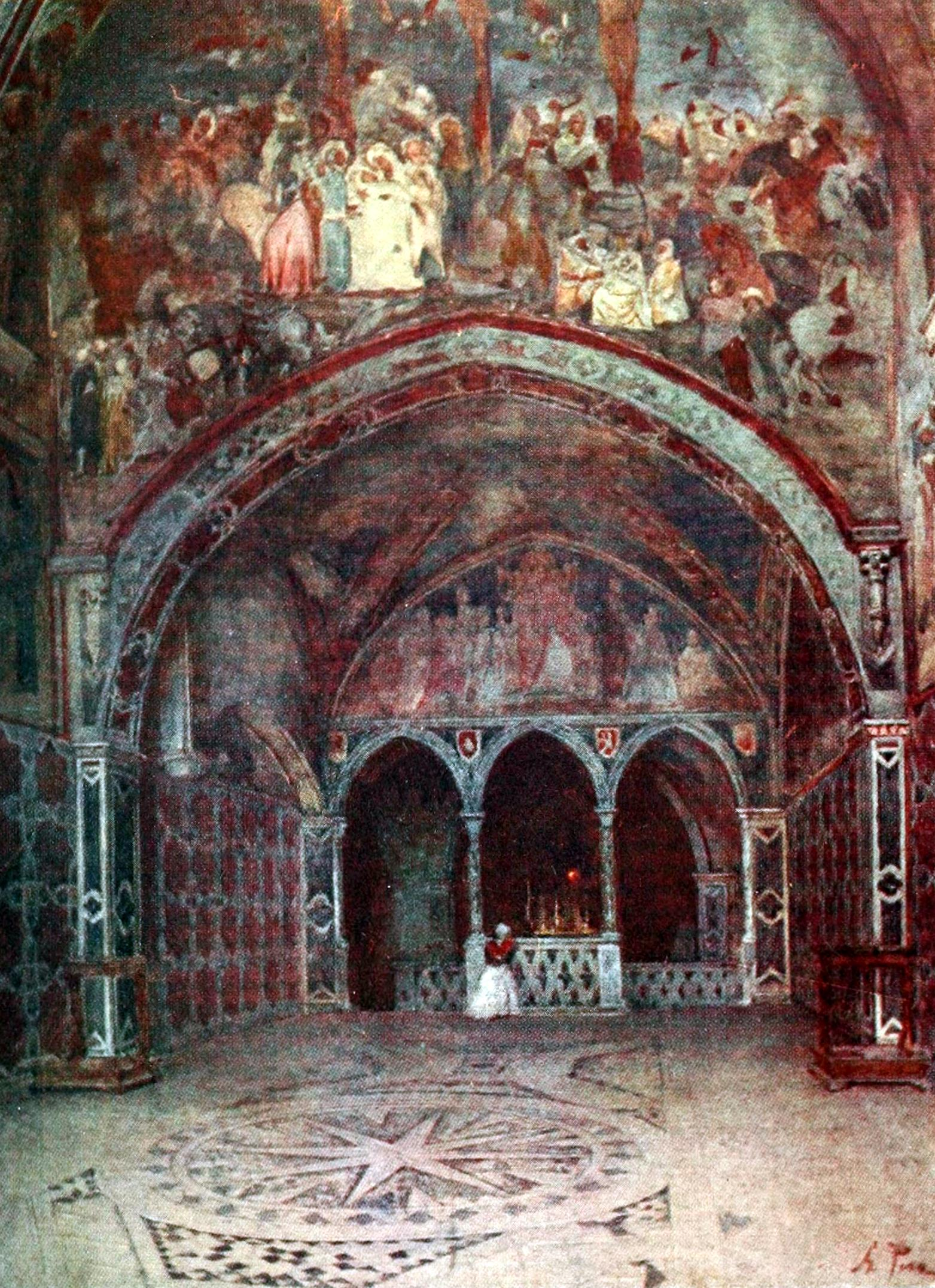
Грот св. Бенедикта над Субиако

Постепенно у Бенедикта сложились представления о том, как должна быть устроена монашеская жизнь. Он разделил своих учеников, число которых к тому времени сильно выросло, на 12 групп, каждая из которых подчинялась своему настоятелю, а за Бенедиктом оставалось право общего надзора.
Около 530 года зависть и интриги местных монахов и клира вынудили Бенедикта переселиться на юг, на гору близ Кассино, где им был основан знаменитый монастырь Монте-Кассино, который впоследствии был признан первым в Европе официальным монастырем. Монастыри, существовавшие до этого, представляли собой лишь спонтанные монашеские поселения и общины, лишенные какой-либо организации, структуры и правил. Бенедикт же впервые создал монастырь как системное учреждение, имевшее четкую структуру, регламент, устав. Существовавшее на горе языческое святилище он превратил в христианский храм, местных жителей обратил в христианство. Скоро слава монастыря разлетелась по всему краю, число братьев в общине резко выросло.
По преданию, Бенедикт молитвой воскресил сына крестьянина из соседней деревни, который принёс умершего мальчика к монастырю.
Именно для общины Монте-Кассино, которая положила начало ордену, впоследствии названному орденом бенедиктинцев, Бенедикт около 540 года составил свой знаменитый «Устав Святого Бенедикта», который стал фундаментом не только для бенедиктинцев, но и для всего западного монашества. Устав во многом базировался на восточных уставах Пахомия Великого и Василия Великого, однако содержал ряд специфических черт.
Умер св. Бенедикт в 547 году в основанном им монастыре Монте-Кассино. В 1964 году папа Павел VI провозгласил св. Бенедикта покровителем Европы. День его памяти в католической церкви — 11 июля, в православной церкви (под именем св. Венедикта) — 27 марта.

## Устав св. Бенедикта
Устав св. Бенедикта (лат. Regula Benedicti) творчески вбирает в себя традицию древнегалльского монашества, монашества св. Августина и восточного монашества, с которым св. Бенедикт познакомился через сочинения св. Василия Великого и св. Иоанна Кассиана. Одним из источников для Устава святого Бенедикта служил также анонимный монашеский устав «Правила Учителя» (лат. Regula magistri).
В целом, устав св. Бенедикта очень практичен, в нём сделан упор на повседневные нужды и обязанности монашеской общины, как в богослужениях, так и в хозяйственной деятельности.
«Должны мы учредить отряд божественной службы» — «Constituenda est ergo a nobis dominici schola servitii». Поэтому и деятельность монаха выражается словом «militare» — «служить»; и устав не что иное, как «lex, sub qua militare vis» — закон, ненарушимый и непреложный, как непреложен закон воинской дисциплины. «Святой устав» содержит всё нужное для воина Господня; это — «устав-наставник». Устав Бенедикта предназначается для большинства, для средних людей, ставя себе целью воспитание их в духе монашеского идеала.
Очень сильно подчеркнут в уставе принцип киновии (общежительского монашества) и принцип монастырской автономии.
Сильно подчеркивается в уставе необходимость воспитания смирения, которое, по Бенедикту, важнее суровой аскезы. Уход от мира, понимается, в том числе, и как материальная независимость монастыря от внешнего мира, таким образом, личная бедность монахов не должна означать бедности монастыря. Жизнь монахов определяют богослужения, физический труд, чтение Св. Писания и творений Отцов Церкви, но главная часть молитв до мелочей определена уставом, а индивидуальная работа стеснена до крайних пределов: полагаться на свои силы может только испытанный анахорет.
Уставу св. Бенедикта до сегодняшнего времени следуют бенедиктинцы, цистерцианцы, трапписты, Оливетанцы и, в основных чертах и духе, также картезианцы, имеющие при этом свои особые правила.
Устав состоит из 72 глав, примерно следующего содержания:
1. Любить Господа Бога всем сердцем, всей душой, всеми силами.
2. Любить ближнего, как самого себя.
3. Не убивать.
4. Не предаваться блуду.
5. Не красть.
6. Не завидовать.
7. Не лжесвидетельствовать.
8. Уважать всех людей.
9. Не делать другим того, чего бы мы не желали себе.
10. Отвергаться самого себя.
11. Умерщвлять свою плоть.
12. Не привязываться к тому, что приятно чувствам.
13. Любить пост.
14. Облегчать участь бедных.
15. Одевать нагих.
16. Посещать больных.
17. Хоронить мертвых.
18. Поддерживать находящихся в испытании.
19. Утешать печальных.
20. Чуждаться мирских нравов.
21. Не предпочитать ничего любви Христовой.
22. Не предаваться гневу.
23. Не помышлять о мщении.
24. Не хранить в сердце лукавства.
25. Не давать ложного мира.
26. Не оставлять милосердия.
27. Не клясться, чтобы не оказаться клятвопреступником.
28. Быть правдивым сердцем, также как и устами.
29. Не воздавать злом за зло.
30. Не терпеть неправды, но с терпением переносить ту, что будет сделана нам.
31. Любить своих врагов.
32. Отвечать на проклятие не проклятием, а благословением.
33. Терпеть гонение за правду.
34. Не быть надменным.
35. Не быть пристрастным к вину.
36. Не быть жадным к еде.
37. Не быть любителем поспать.
38. Не быть ленивым.
39. Не роптать.
40. Не клеветать.
41. Полагать надежду на Бога.
42. Приписывать Богу то доброе, что найдешь в себе. Образ св. Бенедикта кисти Мантеньи

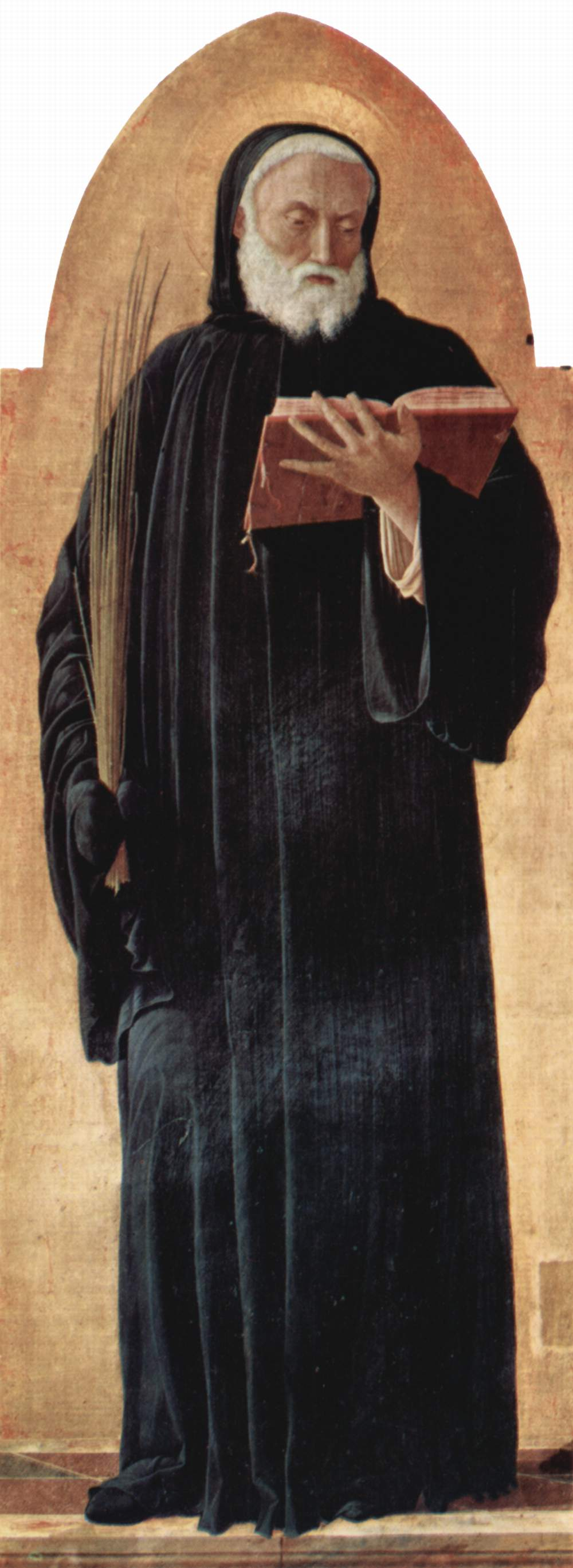
Образ св. Бенедикта кисти Мантеньи

43. В зле всегда обвинять самого себя.
44. Помнить о судном дне.
45. Страшиться ада.
46. Всеми силами души стремиться к жизни вечной.
47. Всегда помнить о смерти.
48. Всегда следить за своими поступками.
49. Быть уверенным, что Бог видит нас везде.
50. Разбивать о Христа все недобрые мысли, как только они возникают в сердце.
51. И открывать их старцу, опытному в делах духовных.
52. Хранить уста от всякого злого слова.
53. Не любить многословия.
54. Не говорить праздных слов.
55. Не любить слишком часто и громко смеяться.
56. Охотно внимать духовному чтению.
57. Часто предаваться молитве.
58. Каждый день в молитве со слезами исповедовать Богу прошедшие прегрешения и впредь от них исправляться.
59. Не исполнять пожеланий плоти.
60. Ненавидеть свою волю. Во всем повиноваться наставлениям игумена, даже если — избави Бог — он противоречит себе делами, помня завет Господень: «Что они говорят, то делайте, по делам же их не поступайте».
61. Не стараться прослыть святым, прежде чем станешь им.
62. Каждый день исполнять жизнью заветы Господа.
63. Любить чистоту.
64. Избегать ненависти.
65. Не ревновать и не поддаваться зависти.
66. Не любить споров.
67. Избегать почестей.
68. Почитать старших.
69. Любить младших.
70. Молиться за врагов, в любви Христовой.
71. До захода солнца мириться с теми, с кем разделила нас распря.
72. Никогда не отчаиваться в милосердии Божием.

## Иконография
Св. Бенедикт изображается в чёрном монашеском облачении. Иконографические символы: устав, жезл аббата, пучок розг, треснувший кубок или кубок со змеёй (указание на попытку отравления), ворон с куском хлеба в клюве. Первые изображения св. Бенедикта датируются VIII веком.

## Богослужебное почитание
Папа Павел VI нарёк Бенедикта покровителем Европы в 1964 году. В 1980 году папа Иоанн Павел II объявил его сопокровителем Европы вместе с Кириллом и Мефодием. Кроме того, он является покровителем спелеологов.
В «Общем римском календаре» до 1970 года его праздник отмечается 21 марта, в день его смерти, согласно некоторым рукописям Martyrologium Hieronymianum и Беде. Поскольку в этот день его день всегда затруднён соблюдением Великого поста, в редакции «Общего римского календаря» 1969 года его день перенесен на 11 июля, дату, которая появляется в некоторых галльских литургических книгах конца 8-го века как праздник в честь его рождения. Есть некоторая неуверенность в происхождении этого праздника. Соответственно, 21 марта римский мартиролог в полторы строки упоминает, что это день смерти Бенедикта и что его поминовение отмечается 11 июля, а 11 июля в семи строках говорится о нём и упоминается традиция, он умер 21 марта.
У англиканской церкви нет единого универсального календаря, но свой календарь святых публикуется в каждой провинции. Почти во всех из них день святого Бенедикта отмечается 11 июля.

### Православная церковь
В Православной церкви память преподобного Бенедикта совершается 14 марта (27 марта) и выпадает всегда на период Великого поста, поэтому служба Венедикту совмещается со службой из Постной Триоди. Память Бенедикта относится к числу вседневных праздников. Сама служба непосредственно Бенедикту состоит из трёх стихир второго гласа на «Господи воззвах», и канона второго гласа, написанного в IX веке преподобным Иосифом. Краегранесие канона: «Песнь принесу мудрому Бенедикту» («Ὕμνον προσάξω τῷ σοφῷ Βενεδίκτῳ»). Тропарь отсутствует. В мартовской славянской Минеи есть кондак шестого гласа, в современной греческой Минеи кондак отсутствует.

## Медаль святого Бенедикта

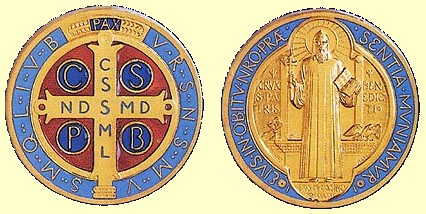
Изображение Бенедикта на юбилейной медали Святого Бенедикта к 1400-летию со дня его рождения в 1880 году.

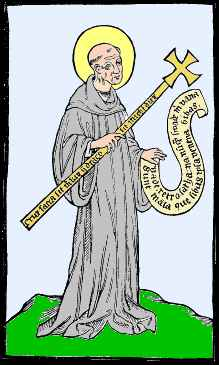
Изображение святого Бенедикта с крестом (на котором начертано: «Да будет святой крест моим светом! Пусть дракон никогда не будет моим проводником!» (Crux sacra sit mihi lux! Non draco sit mihi dux!) и свитком, на котором написано: «Беги, сатана! Никогда не искушай меня своим тщеславием! Напиток, который ты предлагаешь, зловещий. Выпей этот яд сам!» (Vade retro Satana! Nunquam suade mihi vana! Sunt mala quae libas. Ipse venena bibas!, или вкратце, Vade retro, Satana

Эта религиозная медаль изначально произошла от креста в честь святого Бенедикта. На одной стороне медали изображен Святой Бенедикт, держащий Священное Правило в левой руке и крест в правой. С одной стороны от него ворон, с другой — чаша. На внешнем поле медали есть слова «Да укрепит нас его присутствие в час нашей смерти» (лат. Eius in obitu nostro praesentia muniamur). На другой стороне медали есть крест с инициалами CSSML на вертикальной полосе, означающий «Да будет Святой Крест моим светом» (лат. Crux Sacra Sit Mihi Lux), а на горизонтальной полосе — инициалы NDSMD, которые обозначают «Да не будет змий мне князем» (лат. Non Draco Sit Mihi Dux). Инициалы CSPB обозначают «Крест Святого Отца Бенедикта» (лат. Crux Sancti Patris Benedicti) и расположены на внутренних углах креста. В большинстве случаев вверху креста можно найти надпись «PAX» (мир) или христограмму «IHS». На краю медали с этой стороны расположены инициалы Vade retro, Satana VRSNSMV, которые означают «Отойди от меня, сатана, не искушай меня своим тщеславием» (лат. Vade Retro Satana, Nonquam Suade Mihi Vana), затем пробел, за которым следует инициалы SMQLIVB, которые означает «Зло есть то, что ты предлагаешь, выпей этот яд сам» (лат. Sunt Mala Quae Libas, Ipse Venena Bibas).
Медаль впервые отчеканили в 1880 году в ознаменование четырнадцатого столетия со дня рождения Бенедикта и также называется Юбилейной медалью; однако её точное происхождение неизвестно. В 1647 году во время судебного процесса по делу о колдовстве в Наттернберге возле аббатства Меттен в Баварии обвиняемые женщины показали, что у них нет власти над Меттеном, который находился под защитой креста. В ходе расследования обнаружили несколько раскрашенных крестов на стенах аббатства с буквами, которые теперь можно найти на медалях Святого Бенедикта, но их значение было забыто. В конце концов, нашли рукопись, написанную в 1415 году, с изображением Бенедикта, держащего свиток в одной руке и посох, заканчивающийся крестом в другой. На свитке и посохе были написаны полные слова инициалов, содержащихся на крестах. Затем медали начали чеканить в Германии, которые затем распространились по всей Европе. Эта медаль была впервые утверждена папой Бенедиктом XIV в его буллах от 23 декабря 1741 года и 12 марта 1742 года.
Бенедикт был также целью многих коллекционеров-нумизматов по всему миру. Одной из них является австрийская монета из серии «Христианские религиозные ордена» за 50 евро, выпущенный 13 марта 2002 года.

## Влияние

Австрийская монета из серии «Христианские религиозные ордена»

Раннее средневековье было названо «столетиями бенедиктинцев». В апреле 2008 года папа Бенедикт XVI прокомментировал влияние святого Бенедикта на Западную Европу. Папа сказал, что «своей жизнью и работой святой Бенедикт оказал фундаментальное влияние на развитие европейской цивилизации и культуры» и помог Европе выйти из «тёмной ночи истории», последовавшей за падением Римской империи.
Бенедикт внёс больше, чем кто-либо другой, в развитие монашества на Западе. Его «Устав» был основополагающим документом для тысяч религиозных общин в средние века. По сей день «Устав» Святого Бенедикта является наиболее распространенным и влиятельным Правилом, используемым монастырями и монахами более чем через 1400 лет после его написания. Сегодня бенедиктинское семейство монашества представлено двумя ветвями: бенедиктинской федерацией и цистерцианцами.
На месте рождения Бенедикта и Схоластики в 1400-х годах была построена базилика. Руины их семейного дома были выкопаны из-под церкви и сохранены. Землетрясение 30 октября 2016 года полностью разрушило структуру базилики, в результате чего остались стоять только передний фасад и алтарь.